# Liwā' ‘Āyy
Liwā' ‘Āyy (arabiska: Liwā’ ‘Āyy, لواء عي) är ett departement i Jordanien.   Det ligger i guvernementet Karak, i den centrala delen av landet, 100 km söder om huvudstaden Amman.